# Jogos Olímpicos de Inverno de 1976
Os Jogos Olímpicos de Inverno de 1976, oficialmente XII Jogos Olímpicos de Inverno, foram um evento multiesportivo realizados em Innsbruck, na Áustria. Contou com a participação de 1123 atletas, sendo 892 homens e 231 mulheres representando 37 países. Os jogos foram disputados de 4 a 15 de fevereiro. Originalmente os Jogos estavam marcados para Denver, Colorado, nos Estados Unidos, mas uma crise financeira fez a cidade desistir de sediar o evento.

## Processo de candidatura
As cidades de Denver, Estados Unidos, Sion, na Suíça, Tampere, na Finlândia e Vancouver (com as montanhas Garibaldi), no Canadá, se candidataram.
Denver foi escolhida em 12 de maio de 1970, mas um aumento de 300% nos custos e preocupações sobre o impacto ambiental levaram a uma rejeição aos moradores do Estado do Colorado. Uma consulta popular no dia 7 de novembro de 1972 forçou a suspensão do pagamento de US$ 5 milhões em obrigações para financiar os jogos com fundos públicos. A cidade renunciou aos Jogos oficialmente em 15 de novembro de 1972, e o Comitê Olímpico Internacional ofereceu a Whistler os jogos, mas devido as eleições na Colúmbia Britânica no mesmo ano, a cidade canadense não aceitou sediar os Jogos. Whistler se associaria a vizinha Vancouver na candidatura bem-sucedida para os Jogos Olímpicos de Inverno de 2010.
O Comitê Olímpico dos Estados Unidos ofereceu Salt Lake City como sede reserva em janeiro de 1973. A cidade chegou a rodada final para sede dos Jogos Olímpicos de Inverno de 1972 e acabou perdendo para Sapporo. No final daquele mês, alegando falta de apoio do governo federal, Jake Garn, o então prefeito da cidade foi forçado a retirar a sua candidatura ao evento, levando os americanos a oferecer Lake Placid como sede. Eventualmente, a cidade seria a única candidata para a edição seguinte em 1980 e sediaria o mesmo. Ainda ressentido com a renúncia de Denver, o Comitê Olímpico Internacional escolheu Innsbruck, na Áustria, como sede desta edição em 4 de fevereiro de 1973. A cidade tinha sediado os Jogos Olímpicos de Inverno em 1964.

## Modalidades disputadas
- Biatlo
- Bobsleigh
- Combinado nórdico
- Esqui alpino
- Esqui cross-country
- Luge
- Salto de esqui
- Hóquei no gelo
- Patinação artística
- Patinação de velocidade

## Países participantes

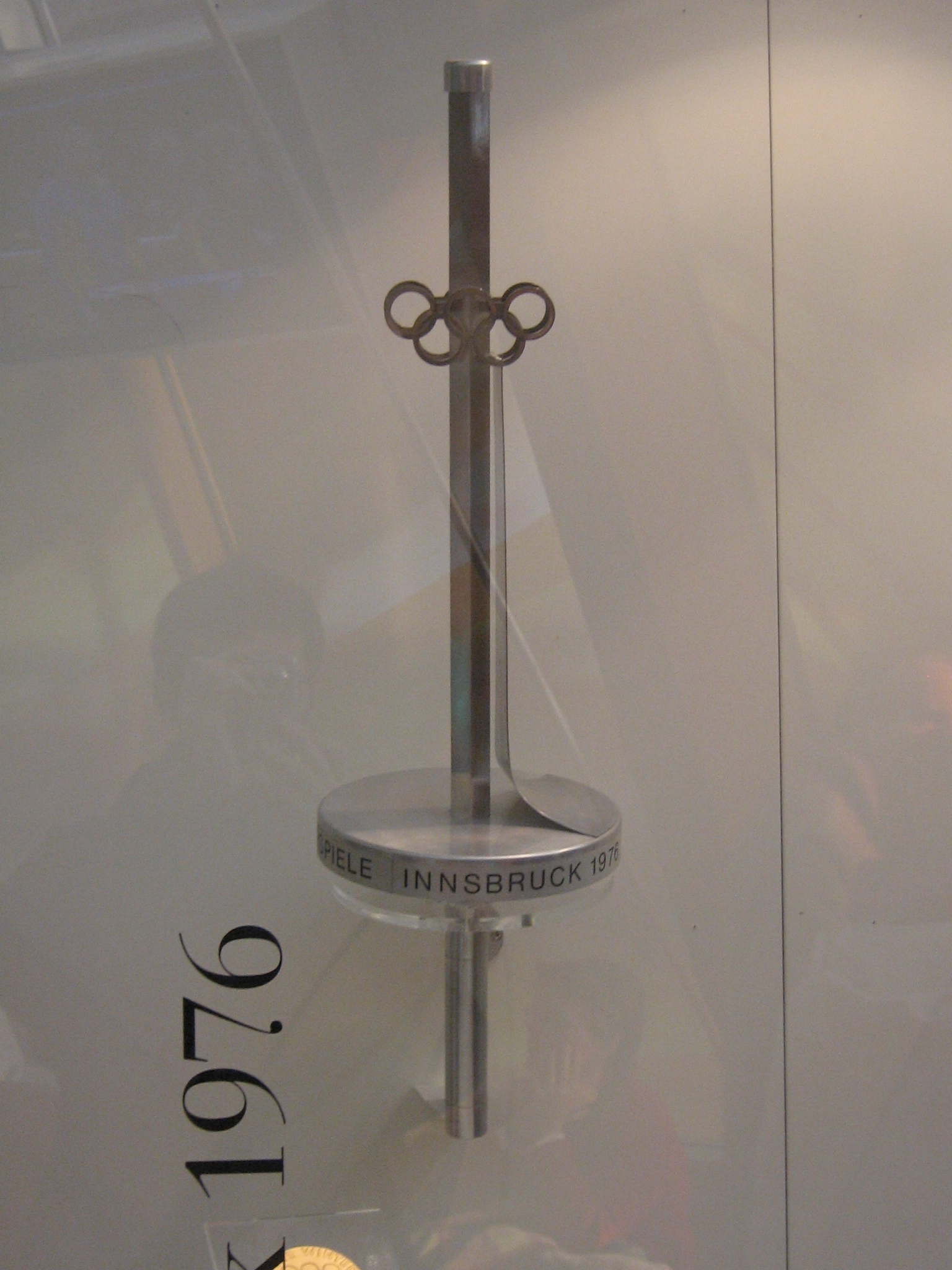
Tocha dos Jogos Olímpicos de Inverno 1976

Um total de 37 nações enviaram representantes para os Jogos. A República da China competiu com esse nome e sob sua bandeira pela última vez, sendo forçada a competir como "Taipé Chinês" a partir dos Jogos de 1980. Andorra e San Marino enviaram representantes aos Jogos Olímpicos de Inverno pela primeira vez.
Na lista abaixo, o número entre parênteses indica o número de atletas por cada nação nos Jogos:
- FRG Alemanha Ocidental (71)
- GDR Alemanha Oriental (59)
- AND Andorra (5)
- ARG Argentina (9)
- AUS Austrália (7)
- AUT Áustria (77)
- BEL Bélgica (4)
- BUL Bulgária (29)
- CAN Canadá (59)
- TCH Checoslováquia (58)
- CHI Chile (5)
- KOR Coreia do Sul (3)
- ESP Espanha (4)
- USA Estados Unidos (106)
- FIN Finlândia (53)
- FRA França (35)
- GBR Grã-Bretanha (42)
- GRE Grécia (4)
- HUN Hungria (3)
- IRI Irã (4)
- ISL Islândia (6)
- ITA Itália (58)
- YUG Iugoslávia (28)
- JPN Japão (58)
- LIB Líbano (3)
- LIE Liechtenstein (9)
- NOR Noruega (42)
- NZL Nova Zelândia (5)
- NED Países Baixos (11)
- POL Polônia (56)
- ROC República da China (6)
- ROM Romênia (32)
- SMR San Marino (3)
- SWE Suécia (39)
- SUI Suíça (59)
- TUR Turquia (9)
- URS União Soviética (79)

## Quadro de medalhas
| Ordem | País                   | Medalha de ouro | Medalha de prata | Medalha de bronze |    |
| ----- | ---------------------- | --------------- | ---------------- | ----------------- | -- |
| 1     | URS União Soviética    | 13              | 6                | 8                 | 27 |
| 2     | GDR Alemanha Oriental  | 7               | 5                | 7                 | 19 |
| 3     | USA Estados Unidos     | 3               | 3                | 4                 | 10 |
| 4     | NOR Noruega            | 3               | 3                | 1                 | 7  |
| 5     | FRG Alemanha Ocidental | 2               | 5                | 3                 | 10 |

Fonte: Comitê Olímpico Internacional (Quadro de medalhas - Innsbruck 1976)